# Marcel Balsemhof
Marcel Balsemhof (1956) is een Surinaams bassist, arrangeur, liedschrijver en muziekpedagoog. Hij speelde in diverse bands, waaronder Black Earth en Time Out, en leverde in 1994 en 2006 de arrangementen voor de winnende liederen tijdens SuriPop. Hij schreef meer dan honderd kinderliedjes. Sinds 2017 is hij de directeur van het Conservatorium van Suriname.

## Biografie
Rond 1970 leerde zijn broer hem omgaan met het gitaarspel en uiteindelijk koos hij voor de basgitaar. Hij was in die tijd medeoprichter van de muziekgroep Brotherhood. In augustus 1974 stapte hij over naar de uit zeven personen bestaande muziekformatie Black Earth, waarin Harold Gersie en Humphrey Kembel de leadzangers waren. Hij volgde op dat moment een opleiding aan de Surinaamse Kweekschool, waar veel aandacht was voor muziekles. In 1975 zat hij in de examenklas.
In 1982 kwam het album Kinderplaat voor de Female Jaycees Paramaribo uit. Hieraan werkte Balsemhof als bassist mee, samen met vader en zoon Eddy en Walter Muringen. Gedurende zijn loopbaan schreef hij meer dan honderd kinderliedjes. In de jaren negentig speelde hij in de Torarica Houseband en aansluitend in Time Out. Met Time Out bracht hij het album Krawerki uit, dat jarenlang de enige jazz-cd van Surinaamse bodem is gebleven.
Balsemhof ontving positieve recensies in de media. In 1975 roemde De Vrije Stem hem voor zijn "dynamische basspel" in Black Earth. In 1999 werd in de Volkskrant over zijn rol in Time Out geschreven: "Voorman Marcel Balsemhof soleerde niet, maar maakte zijn baslijnen een stuk interessanter dan puur functionele basisbegeleiding."
Time Out bleef ook in latere jaren optreden, zoals in 2017 in Het Bastion in Nieuw-Amsterdam. Ondertussen speelde hij ook in andere samenstellingen. Van circa 2006 tot circa 2009 was hij bandleider en bassist voor Mazous. In 2005 maakte hij deel uit van het kwartet dat de muzikale uitgeleide deed tijdens de begrafenis van Leni Healy; zij had begin jaren tachtig een vooraanstaande rol gespeeld bij de oprichting van SuriPop. Bij de Surinaamse theaterproductie Na Bigi Du van Thea Doelwijt had hij in 2008 de muzikale leiding. Dit stuk kende in 2009 zijn première in de Nederlandse theaters. Ondertussen behaalde hij in 2008 een Bachelor in Music in Education aan de Amsterdamse Hogeschool voor de Kunsten. Hij was rond deze tijd muziekleraar op het Instituut voor de Opleiding van Leraren (IOL).
Hij arrangeerde een groot aantal liederen, waaronder Free dat door het koor Trokie een nummer 1-hit werd. Voor SuriPop arrangeerde hij de liederen Lobi singi (VIII, 1994), Na yu sey (XIV, 2006), Yu na mi dreng (XVIII, 2014) en Ini mi kroejara. In twee gevallen, 1994 en 2006, bleek dit het arrangement te zijn voor de winnende liederen.
Balsemhof was onderdirecteur van het Conservatorium van Suriname en trad daar in oktober 2017 aan als directeur. Ook is hij aan het instituut verbonden als muziekpedagoog. Daarnaast is hij directeur van de muziekschool Marissa Pieplenbosch.